# Aloisio Costantino di Löwenstein-Wertheim-Rosenberg
Aloisio Costantino di Löwenstein-Wertheim-Rosenberg (nome completo in tedesco Alois Konstantin Karl Eduard Joseph Johann Konrad Antonius Gerhard Georg Benediktus Pius Eusebius Maria; Würzburg, 16 dicembre 1941) è il principe di Löwenstein-Wertheim-Rosenberg dal 1990.

## Biografia

### Educazione e carriera
Aloisio Costantino è nato nel 1941 a Würzburg, quintogenito di Carlo II e di Carolina dei Conti Rignon. Ha quattro sorelle maggiori e due sorelle minori, con cui trascorse l'infanzia a Bronnbach. Frequentò la scuola a Miltenberg e si laureò in giurisprudenza all'Università di Würzburg.
Dopo aver lavorato per la Gulf Oil Corporation a Pittsburgh, è stato direttore della Merck Finck & Co. e della LGT Bank. È un commendatore dell'Ordine equestre del Santo Sepolcro di Gerusalemme, un cavaliere dell'Ordine del Toson d'oro, e un membro del consiglio della Pontificia Fondazione Centesimus Annus Pro Pontifice (CAPP).

### Matrimonio
Sposò la principessa Anastasia di Prussia, figlia maggiore del principe Uberto, con cerimonia civile l'8 ottobre 1965 a Bronnbach, e con rito religioso un mese dopo a Erbach. La coppia risiede nel castello di Kleinheubach.

## Discendenza
Aloisio Costantino di Löwenstein-Wertheim-Rosenberg e Anastasia di Prussia ebbero tre figli e una figlia:
- Principe ereditario Carl Friedrich Hubertus Georg Eduardo Paolo Nicolo Franz Alois Ignatius Hieronymus Maria (30 settembre 1966 - 24 aprile 2010), sposato con la baronessa Stephanie von Brenken l'8 agosto 1998 a Brenken. Ebbe due figli;
- Principe Hubertus Maximilian Gabriel Louis Franz Constantin Dominik Wunibald Maria (18 dicembre 1968), sposato con la baronessa Iris von Dornberg (1969) nel 2010;
- Principessa Christina Maria Johanna Caroline Magdalene Osy Cecilie Hermine Isidora Victoria Anastasia (4 aprile 1974), sposata con Guido von Rohr (1969) nel 2002:
  - Antonius Gisilot Alois Christian Kajetan Maria von Rohr (7 agosto 2003);
  - Konstantin von Rohr (8 giugno 2007);
  - Maria Sylvia Eugenia Johanna Brigitte Valerié von Rohr (6 ottobre 2008);
  - Cecilia Marie Leonie Alejandra Anastasia Magdalena von Rohr (6 ottobre 2008), gemella della precedente.
- Principe Dominik Wilhelm Christian Nikolaus Sturmius Antonius Charles Benedikt Felix Maria (7 marzo 1983), sposato con la contessa Olga zu Castell-Rüdenhausen (1987) il 22 settembre 2012 a Rüdenhausen e con rito religioso a Sintra il 6 ottobre.[1]

## Ascendenza
|                                                   |               |                                              | Genitori                                             |  |  | Nonni |  |  | Bisnonni                                |  |  | Trisnonni                                   |  |
|                                                   |               |                                              |                                                      |  |  |       |  |  | Karl I zu Löwenstein-Wertheim-Rosenberg |  |  | Konstantin zu Löwenstein-Wertheim-Rosenberg |  |
|                                                   |               |                                              |                                                      |  |  |       |  |  | Karl I zu Löwenstein-Wertheim-Rosenberg |  |  | Konstantin zu Löwenstein-Wertheim-Rosenberg |  |
|                                                   |               | Agnes von Hohenlohe-Langenburg               |                                                      |  |  |       |  |  | Karl I zu Löwenstein-Wertheim-Rosenberg |  |  |                                             |  |
| Aloys zu Löwenstein-Wertheim-Rosenberg            |               |                                              |                                                      |  |  |       |  |  | Karl I zu Löwenstein-Wertheim-Rosenberg |  |  |                                             |  |
|                                                   |               | Sophie von Liechtenstein                     | Alois II von Liechtenstein                           |  |  |       |  |  |                                         |  |  |                                             |  |
|                                                   |               | Sophie von Liechtenstein                     | Alois II von Liechtenstein                           |  |  |       |  |  |                                         |  |  |                                             |  |
|                                                   |               | Sophie von Liechtenstein                     | Franziska Kinsky von Wchinitz und Tettau             |  |  |       |  |  |                                         |  |  |                                             |  |
| Karl II zu Löwenstein-Wertheim-Rosenberg          |               | Sophie von Liechtenstein                     |                                                      |  |  |       |  |  |                                         |  |  |                                             |  |
|                                                   |               | Friedrich Carl Kinsky von Wchnitz und Tettau | Joseph Erwin Sidonius Kinsky von Wchnitz und Tettau  |  |  |       |  |  |                                         |  |  |                                             |  |
|                                                   |               | Friedrich Carl Kinsky von Wchnitz und Tettau | Joseph Erwin Sidonius Kinsky von Wchnitz und Tettau  |  |  |       |  |  |                                         |  |  |                                             |  |
|                                                   |               | Friedrich Carl Kinsky von Wchnitz und Tettau | Maria Czernin von und zu Chudenitz                   |  |  |       |  |  |                                         |  |  |                                             |  |
| Josephine Kinsky von Wchnitz und Tettau           |               | Friedrich Carl Kinsky von Wchnitz und Tettau |                                                      |  |  |       |  |  |                                         |  |  |                                             |  |
|                                                   |               | Julia von Mendsdorff-Pouilly                 | Alphons von Mendsdorff-Pouilly                       |  |  |       |  |  |                                         |  |  |                                             |  |
|                                                   |               | Julia von Mendsdorff-Pouilly                 | Alphons von Mendsdorff-Pouilly                       |  |  |       |  |  |                                         |  |  |                                             |  |
|                                                   |               | Julia von Mendsdorff-Pouilly                 | Theresia von Dietrichstein-Nikolsburg                |  |  |       |  |  |                                         |  |  |                                             |  |
| Alois Konstantin zu Löwenstein-Wertheim-Rosenberg |               | Julia von Mendsdorff-Pouilly                 |                                                      |  |  |       |  |  |                                         |  |  |                                             |  |
|                                                   | Felice Rignon | Edoardo Giuseppe Rignon                      |                                                      |  |  |       |  |  |                                         |  |  |                                             |  |
|                                                   | Felice Rignon | Edoardo Giuseppe Rignon                      |                                                      |  |  |       |  |  |                                         |  |  |                                             |  |
|                                                   | Felice Rignon | Maria Cristina Pilo Boyl                     |                                                      |  |  |       |  |  |                                         |  |  |                                             |  |
| Eduardo Rignon                                    | Felice Rignon |                                              |                                                      |  |  |       |  |  |                                         |  |  |                                             |  |
|                                                   |               | Luisa Perrone di San Martino                 | Ettore Perrone di San Martino                        |  |  |       |  |  |                                         |  |  |                                             |  |
|                                                   |               | Luisa Perrone di San Martino                 | Ettore Perrone di San Martino                        |  |  |       |  |  |                                         |  |  |                                             |  |
|                                                   |               | Luisa Perrone di San Martino                 | Adrienne Jenny Florimonde de Fay de La Tour Maubourg |  |  |       |  |  |                                         |  |  |                                             |  |
| Carolina dei conti Rignon                         |               | Luisa Perrone di San Martino                 |                                                      |  |  |       |  |  |                                         |  |  |                                             |  |
|                                                   |               | Carlo Felice Nicolis, conte di Robilant      | Maurizio Nicolis, conte di Robilant                  |  |  |       |  |  |                                         |  |  |                                             |  |
|                                                   |               | Carlo Felice Nicolis, conte di Robilant      | Maurizio Nicolis, conte di Robilant                  |  |  |       |  |  |                                         |  |  |                                             |  |
|                                                   |               | Carlo Felice Nicolis, conte di Robilant      | Maria Antonia von Waldburg Cappustigall              |  |  |       |  |  |                                         |  |  |                                             |  |
| Marie Nicolis dei conti di Robilant               |               | Carlo Felice Nicolis, conte di Robilant      |                                                      |  |  |       |  |  |                                         |  |  |                                             |  |
|                                                   |               | Edmée von Clary und Aldringen                | Edmund, IV principe von Clary und Aldringen          |  |  |       |  |  |                                         |  |  |                                             |  |
|                                                   |               | Edmée von Clary und Aldringen                | Edmund, IV principe von Clary und Aldringen          |  |  |       |  |  |                                         |  |  |                                             |  |
|                                                   |               | Edmée von Clary und Aldringen                | Elisabeth Alexandrine de Ficquelmont                 |  |  |       |  |  |                                         |  |  |                                             |  |
|                                                   |               | Edmée von Clary und Aldringen                |                                                      |  |  |       |  |  |                                         |  |  |                                             |  |